# 関鉄観光バス本社営業センター
関鉄観光バス本社営業センター（かんてつかんこうバスほんしゃえいぎょうセンター）は、茨城県土浦市真鍋に存在する関鉄観光バスの営業所。
関東鉄道株式会社の旧本社ビルに隣接している。主に土浦市神立地区の路線バスと土浦市・つくば市と水戸市を結ぶ高速バスの運行を行っていたが、全路線が関東鉄道に移管された。

## 沿革
- xxxx年：土浦駅〜西神立間の区間便を工業団地中央まで延長。
- 2023年（令和5年）10月16日：土浦〜神立・土浦湖北高校・東風高校線でダイヤ改正。土浦駅〜大塚団地〜神立駅便のうち真鍋新町中央経由便が廃止、日祝日の運行を終了。[1]
- 2023年（令和5年）12月16日：一般路線バス全路線を関東鉄道土浦営業所に移管。[2]
- 2024年（令和6年）4月15日 : TMライナーの運行から関鉄観光バスが撤退[3]。これにより関鉄観光バスが運行する定期路線バスの運行が無くなった。

## 移管路線

### 高速路線
- TMライナー
  - 土浦駅東口・つくばセンター - 水戸駅 - 偕楽園※2010年4月26日に関東鉄道土浦営業所から移管

2024年4月に全便の運行を関東鉄道へ移管。

### 一般路線
2023年12月16日より全路線が関東鉄道土浦営業所に移管された。本社営業所の一般路線は主に土浦市北部、かすみがうら市南西部に路線を展開していた。

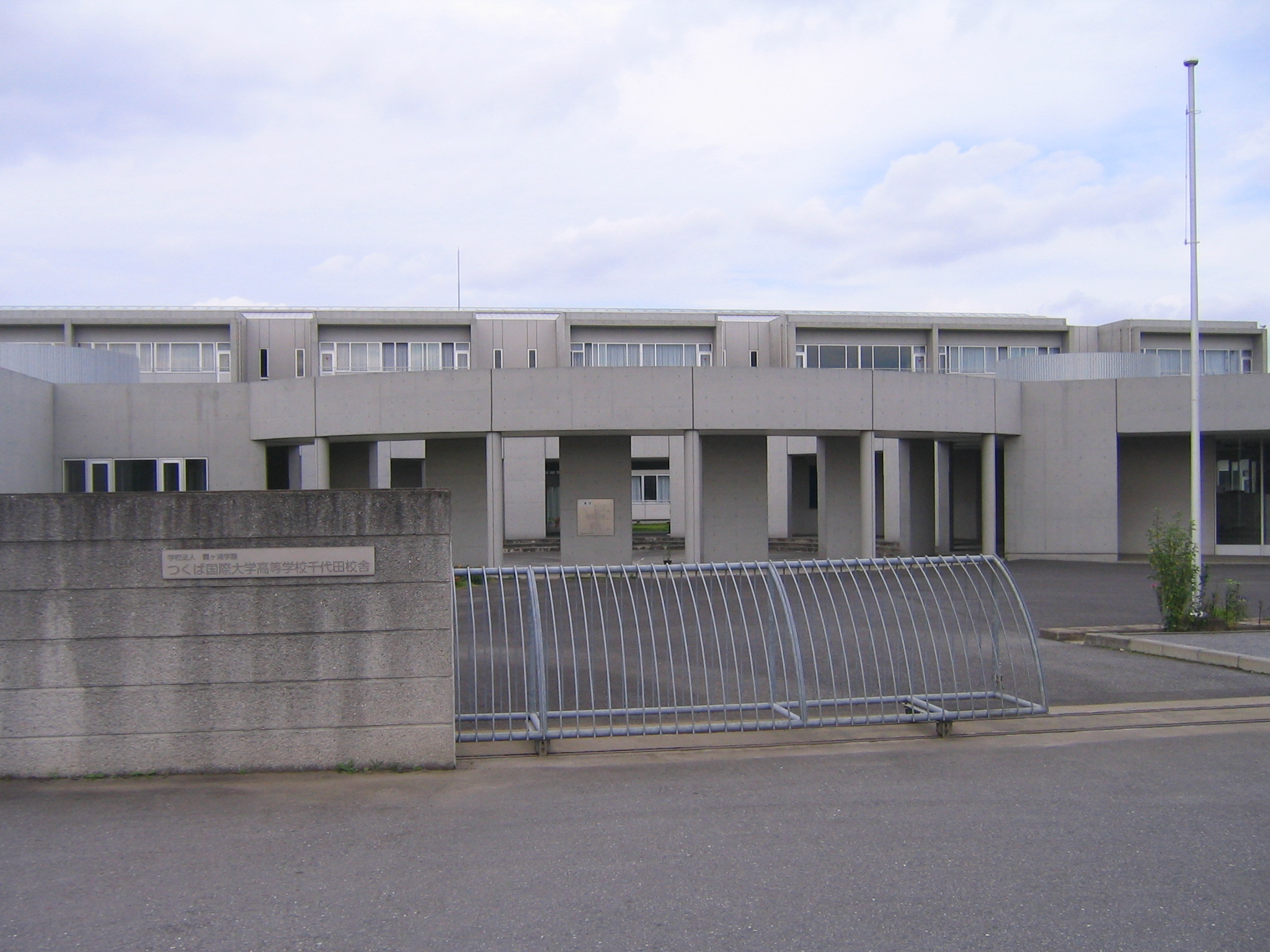
つくば国際大学東風高等学校

#### 土浦～神立・土浦湖北高校方面
- 土浦駅 - 川口町 - 土浦局前 - 真鍋新町北 - 木田余三ツ又 - 木田余東台 - 西神立 - 工業団地中央 - 大塚団地 - 神立駅 - 土浦湖北高校
- 土浦駅 - 川口町 - 土浦局前 - 真鍋新町北 - 木田余三ツ又 - 木田余東台 - 西神立 - 工業団地中央 - 神立小学校前 - 神立駅 - 土浦湖北高校
- 土浦駅 - 川口町 - 土浦局前 - 真鍋新町北 - 木田余三ツ又 - 木田余東台 - 西神立 - 工業団地中央
- 神立駅 - 土浦湖北高校

土浦から国体道路を経由して神立方面へ向かう路線。工業団地中央バス停で大塚団地経由と神立小学校経由と分岐する。平日の一部便は工業団地中央発着。日祝日は全区間運休、神立駅〜土浦湖北高校間は休校日運休。土浦湖北高校行きは2009年に一度廃止されたものの、2012年に復活。ただし、2012年以降は神立駅から湖北高校までは途中停留所は廃止され直行となった。当初は神立駅東口発着だったが、現在は西口発着となっている。旧・協同病院だった名残で真鍋新町中央に立ち寄る便も存在したが、2023年10月改正で真鍋新町中央経由便は全廃。

#### 神立～東風高校方面
- 神立駅西口 - 下稲吉 - つくば国際大学東風高校

かつては関東鉄道石岡営業所→土浦営業所が運行していた。東風高校行きは朝のみ。神立行きは夕方のみ運行。夜の神立行きはノンストップである。2019年より神立駅西口発着から東口発着となったが、2023年10月改正で再度西口発着となった。日祝日・休校日は運休。

#### 土浦～土浦協同病院方面
- 土浦駅 - 川口町 - 土浦局前 - 真鍋新町中央 - おおつ野台 - 樫の木公園 - 土浦協同病院

関東鉄道と共同運行

## 廃止路線

### 一般路線
- 土浦駅 - 川口町 - 土浦局前 - 木田余三ツ又 - 木田余中央 - ワークヒル土浦 - 神立本郷 - 神立駅※2006年10月1日廃止
- 土浦駅東口 - おおつ野台 - （おおつ野七丁目）- 土浦協同病院※2018年4月1日廃止
- 土浦駅 - 川口町 - 土浦局前 - 真鍋新町中央 - おおつ野台 - （おおつ野七丁目） - 土浦協同病院 - 高野 - 霞ケ浦環境科学センター※2018年4月1日廃止
- 土浦駅 - 川口町 - 土浦局前 - 真鍋新町中央（旧・土浦協同病院） - 真鍋新町北 - 木田余三ツ又 - 木田余東台 - 西神立 - 工業団地中央 - 大塚団地 - 神立駅 - 土浦湖北高校　2023年10月16日廃止

### 高速路線
- 急行わかば号 - 2020年6月30日廃止（関東鉄道に移管）、その後2022年9月30日をもって運行休止[5]。
  - つくばセンター - 運転免許センター
- 急行わかば号 - 2020年2月1日より運休
  - 竜ヶ崎駅 - 牛久駅東口 - 阿見町役場 - 土浦駅東口 - 県南自動車学校 - （常磐自動車道、北関東自動車道経由） - 運転免許センター

## 車両
当所は貸切バスが主に配置されているが、上述の一般路線も受け持っているため、一般路線車も配置されている。以下、路線車の推移について記す。
1999年の関鉄観光バス発足時には元川崎鶴見臨港バスのいすゞ・CJM1台と1985年のつくば万博シャトル用に増備したいすゞ・LV2台、関東鉄道本体から移籍した北村ボデー架装のいすゞ・MR1台、富士重6E架装のいすゞ・LR2台が在籍していたが、老朽化や路線廃止に伴い、竜ヶ崎や水戸からの移籍車によって置き換えられて全廃した。

中古車はかつては千葉交通から日野・RJと、筑波大学の学内バスとして運用されていた日デ・RMが在籍していた。その後京成バスからエルガミオや日野・レインボーHRが当所に配置されている。